# Leptadenia arborea
Leptadenia arborea là một loài thực vật có hoa trong họ La bố ma. Loài này được (Forssk.) Schweinf. mô tả khoa học đầu tiên năm 1912.